# Pteraster ifurus
Pteraster ifurus är en sjöstjärneart som beskrevs av Golotsvan 1998. Pteraster ifurus ingår i släktet Pteraster och familjen knubbsjöstjärnor. Inga underarter finns listade i Catalogue of Life.